# Drapeau du Soudan du Sud
Le drapeau du Soudan du Sud est l'emblème national de la république du Soudan du Sud. À l'origine, le drapeau s'inspire de l'emblème utilisé par l'Armée populaire de libération du Soudan qui luttait pour l'indépendance de la région, acquise le 9 juillet 2011, il s'inspire aussi du drapeau du Kenya en en reprenant la composition et les couleurs.

## Signification
La couleur noire représente l'identité du peuple, le rouge le sang versé dans la lutte pour l'indépendance, le blanc la paix et le vert l'agriculture et les ressources naturelles. L'étoile jaune signifie l'optimisme du peuple sur un triangle bleu figurant le Nil.

## Galerie

### Historique des drapeaux

Drapeau de 2011 à 2023
Variante (2011-2023)
Drapeau depuis 2023
Variante (depuis 2023)

### Provinces
Le Soudan du Sud est actuellement divisé en dix États, deux zones administratives et une zone à statut administratif spécial. Les dix États ont tous adopté des drapeaux d’État distincts.

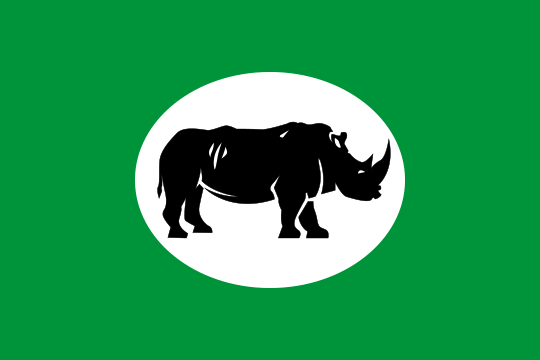
Équatoria-Central
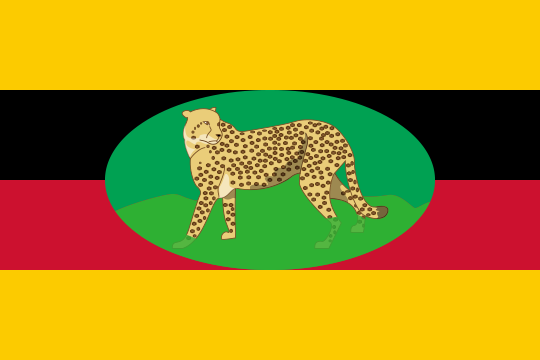
Équatoria-Oriental
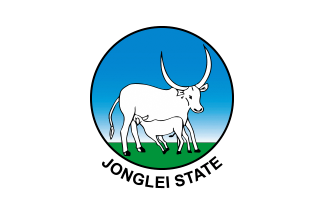
Jonglei
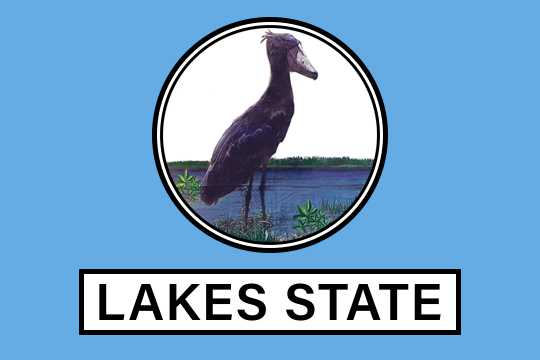
Lacs
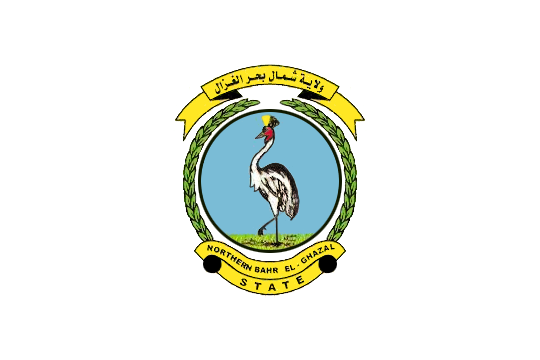
Bahr el Ghazal du Nord
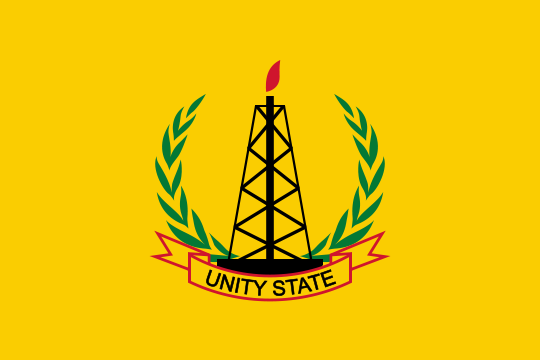
Unité
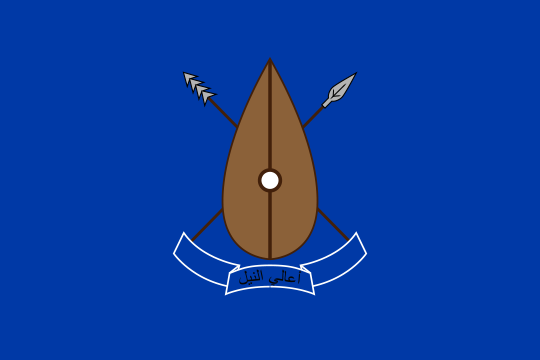
Nil Supérieur
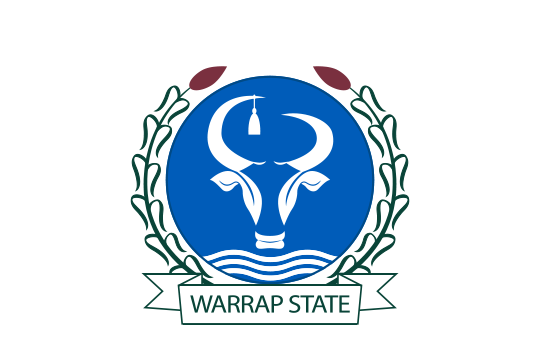
Warab
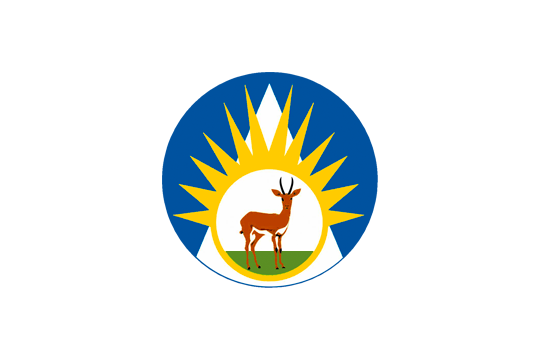
Bahr el Ghazal occidental
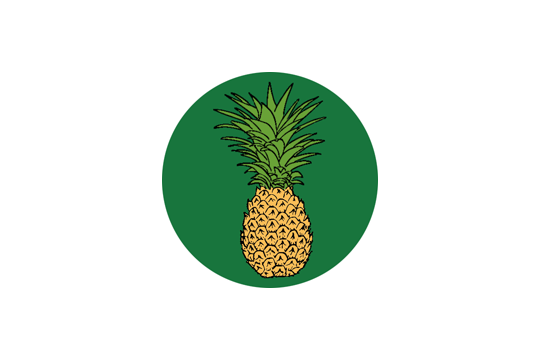
Équatoria-Occidental